# Liste peruanischer Schriftsteller

## A
- Martín Adán (1908–1985), Dichter
- Ciro Alegría (1909–1967), indigener Romanautor
- Amarilis (spätes 16. und frühes 17. Jahrhundert), Pseudonym, Dichterin
- Víctor Andrés Belaúnde (1883–1966), Diplomat, Schriftsteller und Historiker
- José María Arguedas (1911–1969), indigener Romanautor und Dichter

## B
- Jaime Bayly (* 1965), Romanautor
- Michael Bentine (1922–1996), Comedian
- Alfredo Bryce Echenique (* 1939), Romanautor

## C
- Mercedes Cabello de Carbonera (1845–1909), Romanautor und Essayist
- César Calvo (1940–2000), Lyriker
- Carlos Castaneda (1925–1998), Schriftsteller, Ethnologe
- Alonso Cueto (* 1954), Schriftsteller

## D
- Washington Delgado (1927–2003)
- Marco Aurelio Denegri (1938–2018)

## E
- José María Eguren (1874–1942), Dichter
- Jorge Eduardo Eielson (1924–2006)
- Juan de Espinosa Medrano (um 1629–1688)

## F
- Carolina Freire de Jaimes (1844–1916), Romanautor

## G
- Inca Garcilaso de la Vega (c. 1539–1616), Chronist
- Manuel González Prada (1844–1918), Dichter
- Eduardo González Viaña (* 1941), Erzähler und Romanautor
- Felipe Guaman Poma de Ayala (um 1530–1550?)

## H
- Javier Heraud (1942–1963), Dichter, mutmaßlicher Guerillero

## J
- Luis Jochamowitz (1953–), Journalist und Biograf

## L
- Víctor Laime

## M
- José Carlos Mariátegui (1894–1930), sozialistischer Essayist und Journalist
- Clorinda Matto de Turner (1854–1909), Romanautorin
- Ladislao Meza Landaverri (1892–1925), Dramaturg, Journalist und Romanautor

## O
- Carmen Ollé (* 1947)

## P
- Ricardo Palma (1833–1919), Folkoreautor
- Julio Ramón Ribeyro (1929–1994), Erzähler
- Felipe Guaman Poma de Ayala  (um 1530–1550?), indigener Chronist

## S
- Sebastián Salazar Bondy (1924–1964), Essayist und Dichter
- Isabel Sabogal (1958-) Schriftstellerin und Übersetzerin
- José Santos Chocano (1867–1934), Dichter
- Manuel Scorza (1928–1983), Dichter und Romanautor
- Javier Sologuren (1921–2004), Dichter und Essayist
- Hernando de Soto (Ökonom) (1941–), Ökonom und Essayist

## V
- Abraham Valdelomar (1888–1919)
- César Vallejo (1892–1938), Dichter
- Blanca Varela (1926–2009)
- Álvaro Vargas Llosa (* 1966)
- Mario Vargas Llosa (1936–2025), Nobelpreis 2010

## W
- José Watanabe (1946–2007), Dichter